# Record di atletica leggera ai Giochi dei piccoli stati d'Europa
I record di atletica leggera ai Giochi dei piccoli stati d'Europa rappresentano le migliori prestazioni di atletica leggera stabilite nell'ambito dei Giochi dei piccoli stati d'Europa.

## Maschili
Statistiche aggiornate a Montenegro 2019.
| Specialità             | Prestazione       | Atleta                                                                      | Nazione                 | Data           | Luogo                     |
| ---------------------- | ----------------- | --------------------------------------------------------------------------- | ----------------------- | -------------- | ------------------------- |
| 100 m piani            | 10"23 (+1,6 m/s)  | Anninos Marcoullides                                                        | Cipro                   | 30 maggio 2001 | Serravalle, San Marino    |
| 200 m piani            | 20"83 (+1,6 m/s)  | Prodromos Katsantonis                                                       | Cipro                   | 1999           | Schaan, Liechtenstein     |
| 400 m piani            | 47"27(a)          | Anninos Marcoullides                                                        | Cipro                   | 1991           | Andorra la Vella, Andorra |
| 800 m piani            | 1'49"94           | Víctor Martínez                                                             | Andorra                 | 1999           | Schaan, Liechtenstein     |
| 1 500 m piani          | 3'48"18           | Andreas Christodoullou                                                      | Cipro                   | 1993           | Marsa, Malta              |
| 5 000 m piani          | 14'00"40          | Jordan Gusman                                                               | Malta                   | 29 maggio 2019 | Antivari, Montenegro      |
| 10 000 m piani         | 29'44"62          | Justin Gloden                                                               | Lussemburgo             | 1987           | Principato di Monaco      |
| 3 000 m siepi          | 8'54"26           | Stathis Stasi                                                               | Cipro                   | 30 maggio 2001 | Serravalle, San Marino    |
| 110 m ostacoli         | 13"86 (+1,6 m/s)  | Milan Trajkovic                                                             | Cipro                   | 4 giugno 2015  | Reykjavík, Islanda        |
| 400 m ostacoli         | 50"28             | Konstantinos Pochanis                                                       | Cipro                   | 1999           | Schaan, Liechtenstein     |
| Salto in alto          | 2,25 m            | Einar Karl Hjartarsson                                                      | Islanda                 | 2 giugno 2001  | Serravalle, San Marino    |
| Salto in alto          | 2,25 m            | Kyriakos Iōannou                                                            | Cipro                   | 2 giugno 2009  | Nicosia, Cipro            |
| Salto con l'asta       | 5,55 m            | Nikandros Stylianou                                                         | Cipro                   | 1º giugno 2017 | Serravalle, San Marino    |
| Salto in lungo         | 7,67 m (+1,3 m/s) | Kristinn Torfason                                                           | Islanda                 | 2011           | Schaan, Liechtenstein     |
| Salto triplo           | 16,52 m(a)        | Marios Hadjiandreou                                                         | Cipro                   | 1991           | Andorra la Vella, Andorra |
| Getto del peso         | 20,57 m           | Bob Bertemes                                                                | Lussemburgo             | 29 maggio 2019 | Antivari, Montenegro      |
| Lancio del disco       | 64,15 m           | Danijel Furtula                                                             | Montenegro              | 30 maggio 2019 | Antivari, Montenegro      |
| Lancio del martello    | 70,60 m           | Bergur Ingi Pétursson                                                       | Islanda                 | 2 giugno 2009  | Nicosia, Cipro            |
| Lancio del giavellotto | 80,30 m(a)        | Sigurður Einarsson                                                          | Islanda                 | 1991           | Andorra la Vella, Andorra |
| Staffetta 4×100 m      | 40"08             | Anninos Marcoullides Anthimos Rotos Costantinos Kokkinos Andreas Ioannou    | Cipro Squadra nazionale | 7 giugno 2003  | La Valletta, Malta        |
| Staffetta 4×400 m      | 3'12"51           | Evripides Demosthenous George Aphamis Stephanos Hadjinicolaou Marios Mardas | Cipro Squadra nazionale | 7 giugno 2003  | La Valletta, Malta        |

## Femminili
Statistiche aggiornate a Montenegro 2019.
| Specialità             | Prestazione        | Atleta                                                                                         | Nazione                   | Data           | Luogo                     |
| ---------------------- | ------------------ | ---------------------------------------------------------------------------------------------- | ------------------------- | -------------- | ------------------------- |
| 100 m piani            | 11"40 (-0,7 m/s)   | Eleni Artymata                                                                                 | Cipro                     | 2 giugno 2009  | Nicosia, Cipro            |
| 200 m piani            | 23"34 (-0,3 m/s)   | Eleni Artymata                                                                                 | Cipro                     | 6 giugno 2009  | Nicosia, Cipro            |
| 400 m piani            | 52"66              | Androulla Sialou                                                                               | Cipro                     | 5 giugno 2003  | Marsa, Malta              |
| 800 m piani            | 2'06"26            | Tanya Blake                                                                                    | Malta                     | 1º giugno 2001 | Serravalle, San Marino    |
| 1 500 m piani          | 4'21"51            | Vera Hoffmann                                                                                  | Lussemburgo               | 30 maggio 2019 | Antivari, Montenegro      |
| 3 000 m piani          | 9'17"20            | Danièle Kaber                                                                                  | Lussemburgo               | 1989           | Nicosia, Cipro            |
| 5 000 m piani          | 16'19"31           | Martha Ernstdóttir                                                                             | Islanda                   | 1995           | Lussemburgo, Lussemburgo  |
| 10 000 m piani         | 34'41"33           | Irina Kazakova                                                                                 | Monaco                    | 1º giugno 2001 | Serravalle, San Marino    |
| 100 m ostacoli         | 13"25 (-0,9 m/s)   | Evmorfia Baourda                                                                               | Cipro                     | 6 giugno 2009  | Nicosia, Cipro            |
| 400 m ostacoli         | 59"10              | Silja Úlfarsdóttir                                                                             | Islanda                   | 7 giugno 2007  | Principato di Monaco      |
| Salto in alto          | 1,91 m             | Marija Vuković                                                                                 | Montenegro                | 30 maggio 2017 | Serravalle, San Marino    |
| Salto con l'asta       | 4,40 m(a)          | Þórey Edda Elísdóttir                                                                          | Islanda                   | 2 giugno 2005  | Andorra la Vella, Andorra |
| Salto in lungo         | 6,42 m (-0,3 m/s)  | Hafdís Sigurðardóttir                                                                          | Islanda                   | 30 maggio 2019 | Antivari, Montenegro      |
| Salto triplo           | 13,63 m (+1,3 m/s) | Nina Serbrzova                                                                                 | Cipro                     | 4 giugno 2011  | Schaan, Liechtenstein     |
| Getto del peso         | 15,81 m            | Gavriella Fella                                                                                | Cipro                     | 1º giugno 2017 | Serravalle, San Marino    |
| Lancio del disco       | 54,60 m            | Androniki Lada                                                                                 | Cipro                     | 31 maggio 2019 | Antivari, Montenegro      |
| Lancio del martello    | 60,09 m            | Cathrine Beatty                                                                                | Cipro                     | 4 giugno 2015  | Reykjavík, Islanda        |
| Lancio del giavellotto | 60,03 m            | Ásdís Hjálmsdóttir                                                                             | Islanda                   | 30 maggio 2017 | Serravalle, San Marino    |
| Staffetta 4×100 m      | 45"31              | Tiana Ósk Whitworth Hrafnhild Eir Hermódsdóttir Guðbjörg Bjarnadóttir Arna Guðmundsdóttir      | Islanda Squadra nazionale | 3 giugno 2017  | Serravalle, San Marino    |
| Staffetta 4×400 m      | 3'44"31            | Þórdís Eva Steinsdóttir Arna Stefanía Guðmundsdóttir Aníta Hinriksdóttir Hafdís Sigurðardóttir | Islanda Squadra nazionale | 6 giugno 2015  | Reykjavík, Islanda        |